# Jan Brouwer
Jan Brouwer (24 maggio 1940) è un allenatore di calcio olandese.

## Palmarès

### Allenatore

#### Competizioni nazionali
- Eerste Divisie: 1

Volendam: 1986-1987
- Girabola: 1

Primeiro de Agosto: 2006
- Coppa d'Angola: 1

Primeiro de Agosto: 2006